# Castanopsis wenchangensis
Castanopsis wenchangensis là một loài thực vật có hoa trong họ Fagaceae. Loài này được G.A.Fu & C.C.Huang mô tả khoa học đầu tiên năm 1989.